# Гортензия
Горте́нзия (лат. Hydrángea) — род цветковых растений семейства Гортензиевые, завезены в Европу в начале XIV века для зажиточных слоев, в основном Англии и Франции. Изначально насчитывалось 2 формы — с белой и алой окраской соцветий.

## Распространение
Произрастает в Южной и Восточной Азии, Северной и Южной Америке, с наибольшим видовым разнообразием в Восточной Азии, особенно в Китае и Японии.
Несколько видов гортензии растут в России на Дальнем Востоке.

## Названия
Название «гортензия» растению дал Филибер Коммерсон, оно является производным от латинского hortus (сад). Поскольку Гортензия было в эту эпоху распространенным женским именем, возникло множество версий насчет женщины, которой могло быть посвящено это название: от Николь-Рейн Лепот, которую в семье могли звать Гортензией, до принцессы Гортензии — сестры принца Карла Генриха Нассау-Зигена, который вместе с Коммерсоном принимал участие в экспедиции Бугенвиля.
Позднее европейские ботаники-систематики дали растению имя Hydrangea, что можно перевести как «сосуд с водой» (др.-греч. ὕδωρ — вода, ἄγγος — сосуд). По одной версии, название было дано гортензии за форму семенных коробочек, напоминающих кувшин, по другой — за влаголюбивость.
В Японии называются Адзисай. Запись названия цветка иероглифами можно перевести как «фиолетовый солнечный цветок», «цветок, похожий на фиолетовое солнце».

## Биологическое описание

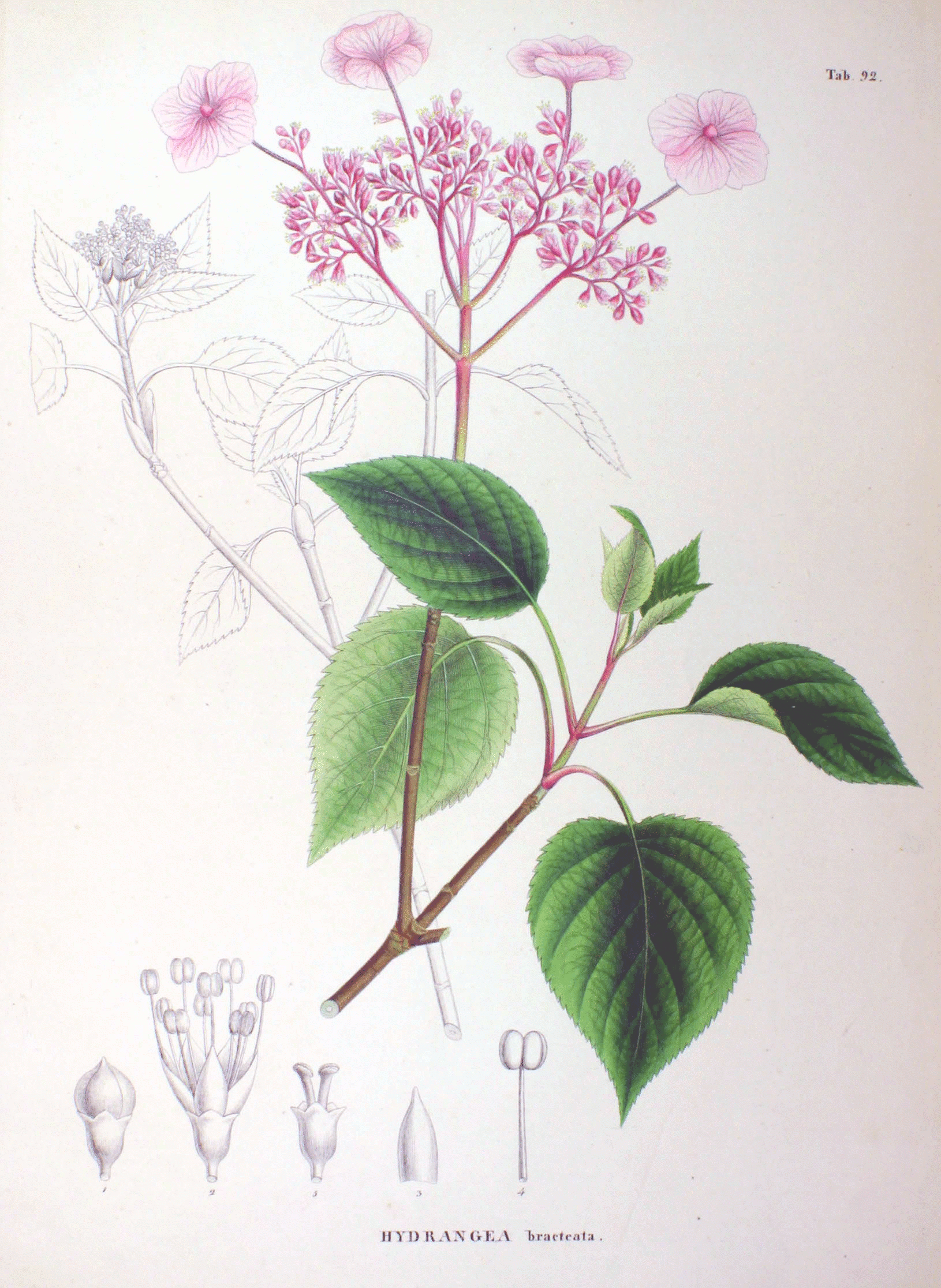
Гортензия вьющаяся (Hydrangea scandens)
Ботаническая иллюстрация из книги Зибольда и Цуккарини Flora Japonica, Sectio Prima, 1870

Большинство видов являются кустарниками 1—3 м высотой, некоторые виды — небольшие деревья, остальные — лианы, забирающиеся по стволам других деревьев на высоту до 30 м. Растения могут быть как листопадными, так и вечнозелёными, однако широко культивируемые виды умеренного пояса относятся к листопадным.
Цветут гортензии с весны до поздней осени. Цветки собраны на конце стебля в красивые шарообразные соцветия — щиток или метёлку. У большинства видов цветочные головки содержат два типа цветков: мелкие плодущие (фертильные) цветки в середине и крупные бесплодные (стерильные) цветки по краям. У некоторых видов все цветки плодущие и имеют один и тот же размер.
В подавляющем большинстве цветки белые, однако у некоторых, таких как гортензия крупнолистная (Hydrangea macrophylla), они могут быть синими, красными, розовыми и сиреневыми. У таких видов цвет часто зависит от уровня pH (водородного показателя) в почве: в кислых почвах лепестки приобретают синюю окраску, в нейтральных — бледно-бежевую, а в щелочных — розовую или сиреневую. Гортензии — одни из немногих растений, способных накапливать в себе алюминий, который выделяется из кислых почв и у некоторых видов образует соединения, дающие им синие оттенки.
Плод гортензии — 2—5-раздельная коробочка с многочисленными мелкими семенами.
Среди вьющихся видов наиболее известны Гортензия гортензиевидная (Hydrangea hydrangeoides) и Гортензия черешчатая (Hydrangea petiolaris).

## Значение и применение
Гортензии часто выращивают в садах в качестве декоративных растений из-за их крупных красивых соцветий. Особенно популярной в этом качестве является гортензия крупнолистная, имеющая более 600 сортов, многие из которых имеют только бесплодные цветки.
Почва должна быть плодородной. Гортензии предпочитают кислые почвы, поэтому их нередко сажают рядом с другими растениями, требующими кислую почву: вереском (Calluna), эрикой (Erica), водяникой (Empetrum). Гортензия любит тень и полутень, она страдает от прямых солнечных лучей, замедляет рост и развитие, её соцветия становятся мелкими. Сажать нужно весной, когда почва прогреется и минует пора ночных заморозков. При посадке вносят органические и минеральные удобрения. Почва должна быть рыхлой. Для полива нужна мягкая вода, лучше дождевая, поскольку растение не выносит извести. Водопроводную воду нужно отстаивать, но даже это не всегда спасает от хлороза листьев. Каждый куст должен получать не менее двух вёдер воды в неделю. Обычно полив осуществляется утром или вечером, когда нет жаркого солнца.
Некоторые виды и сорта рекомендуют ежегодно обрезать во время появления почек, в противном случае кусты вытягиваются в длину до тех пор, пока под тяжестью собственного веса не прогибаются, после чего могут обломиться.
Все части растения содержат в себе цианогенные гликозиды и поэтому считаются ядовитыми — употреблять в пищу их противопоказано. Однако, случаи отравления редки, так как растения не выглядят привлекательными в качестве источника пищи.

## Виды

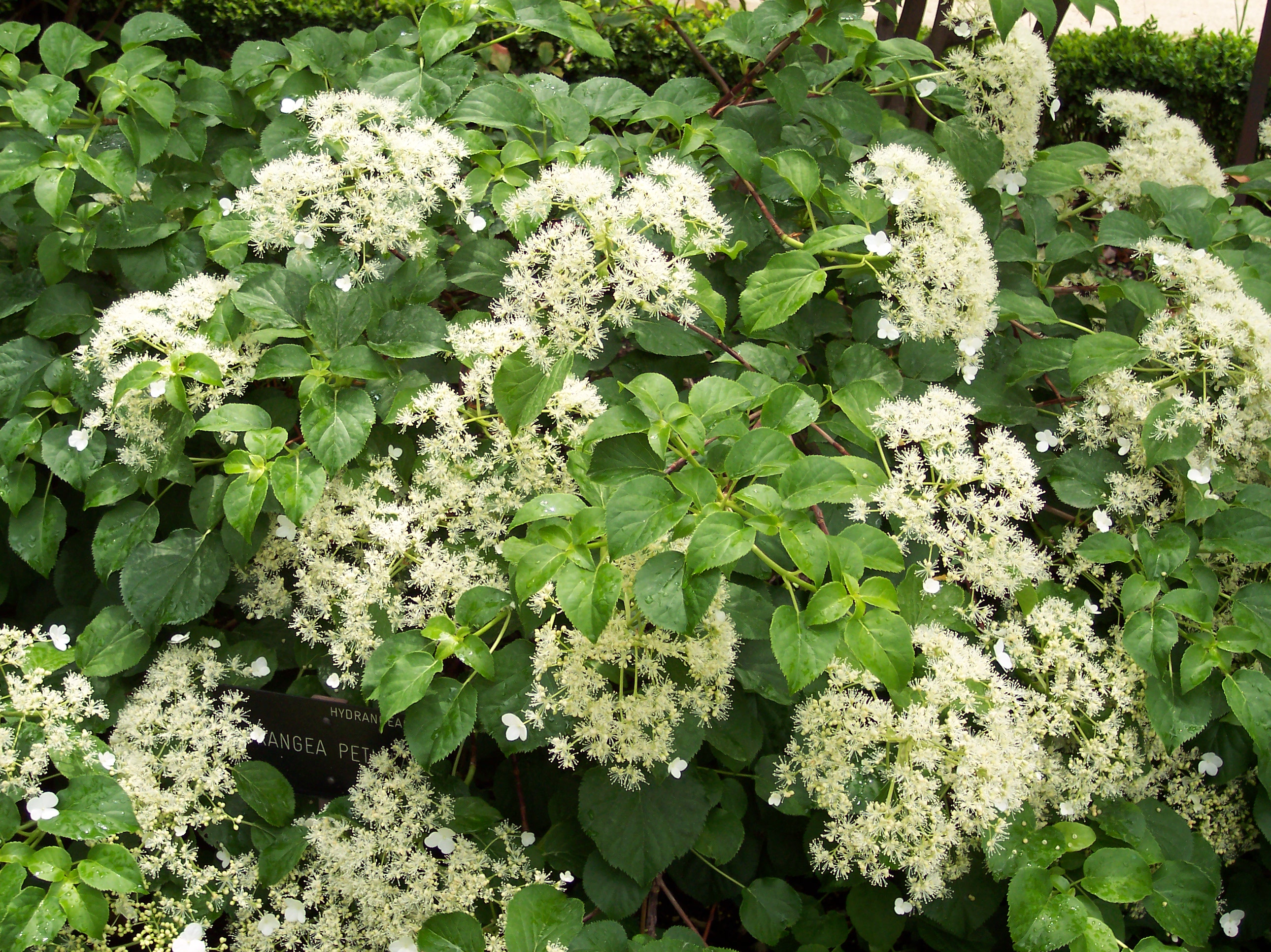

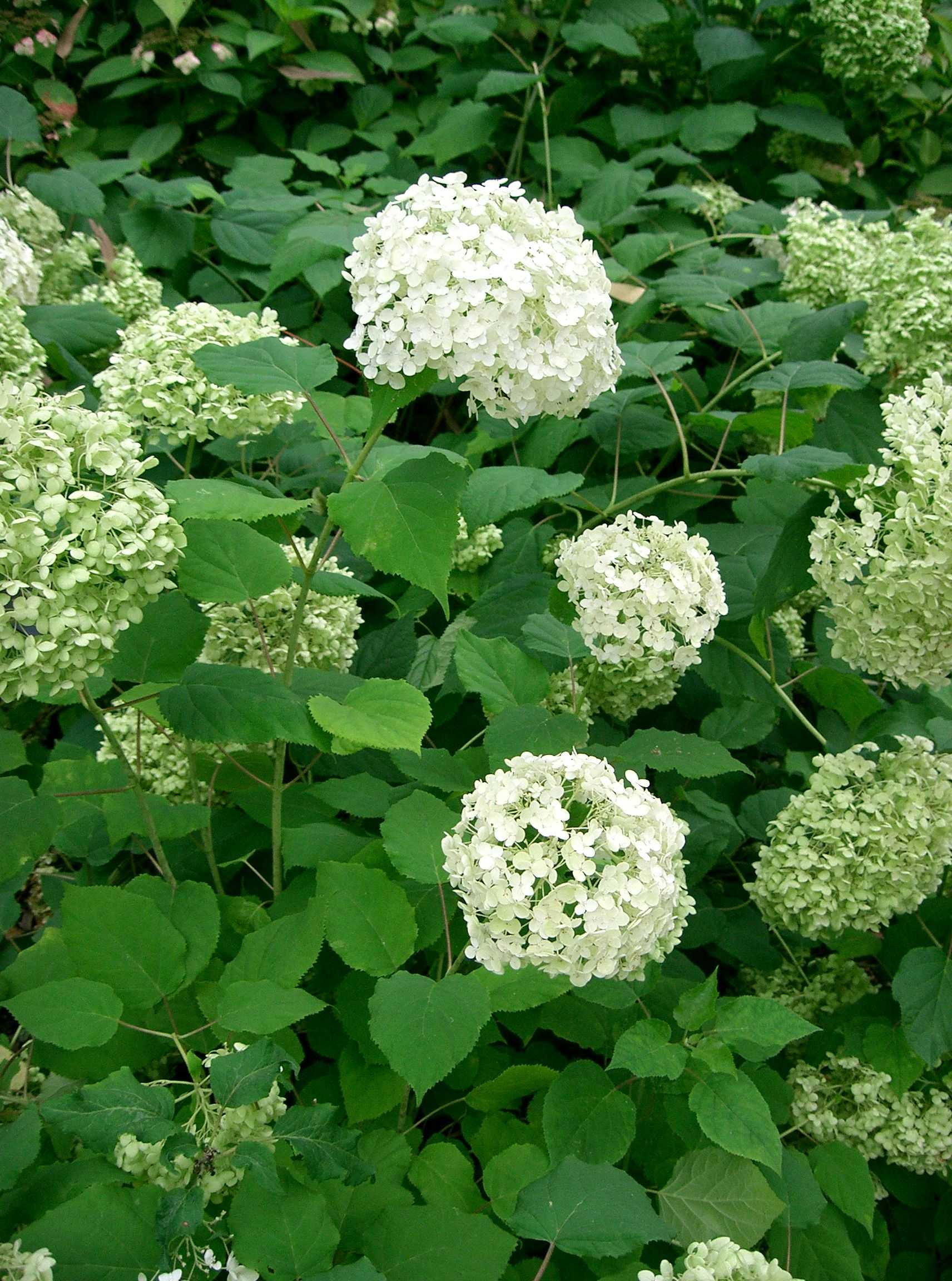

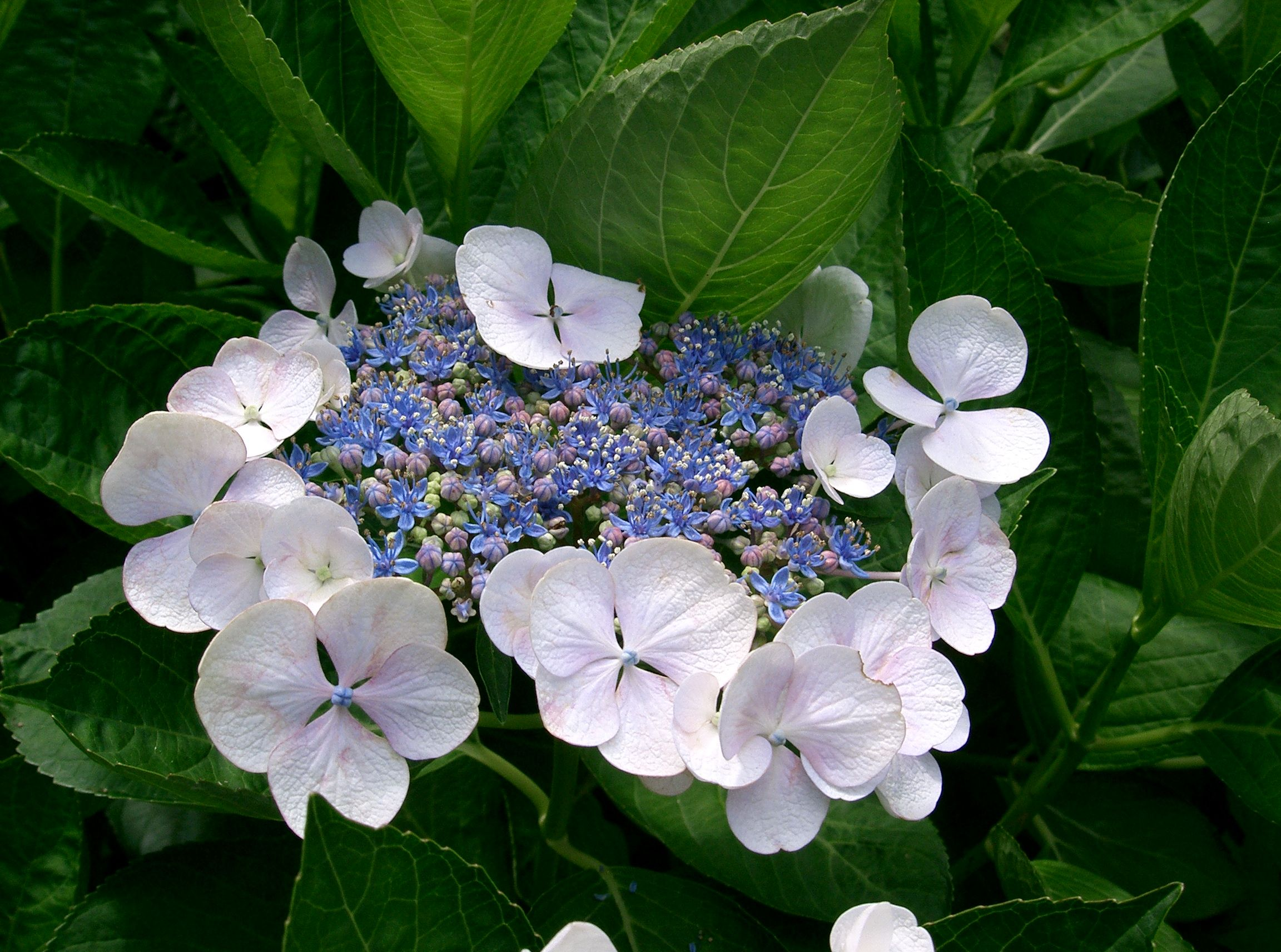

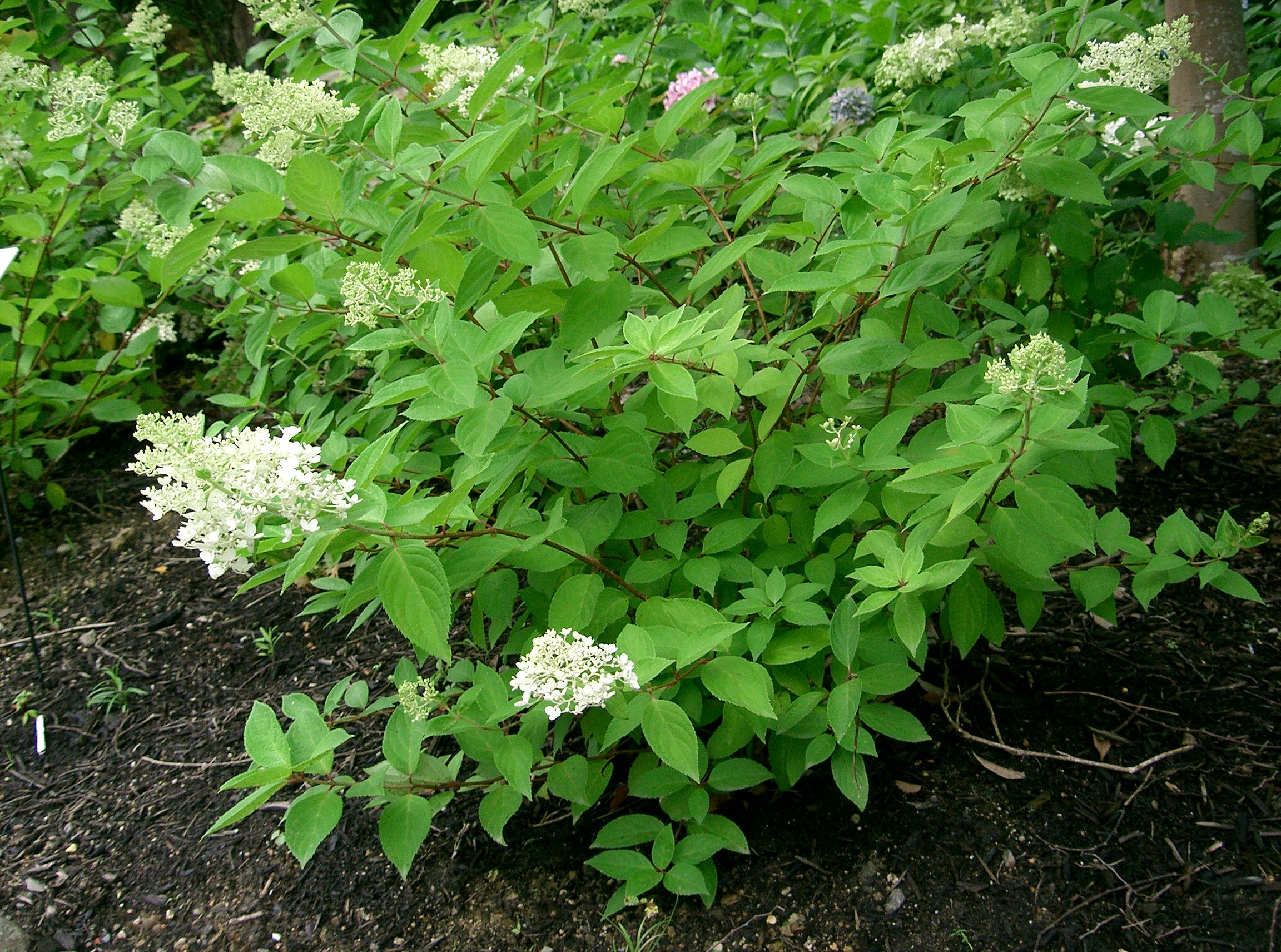

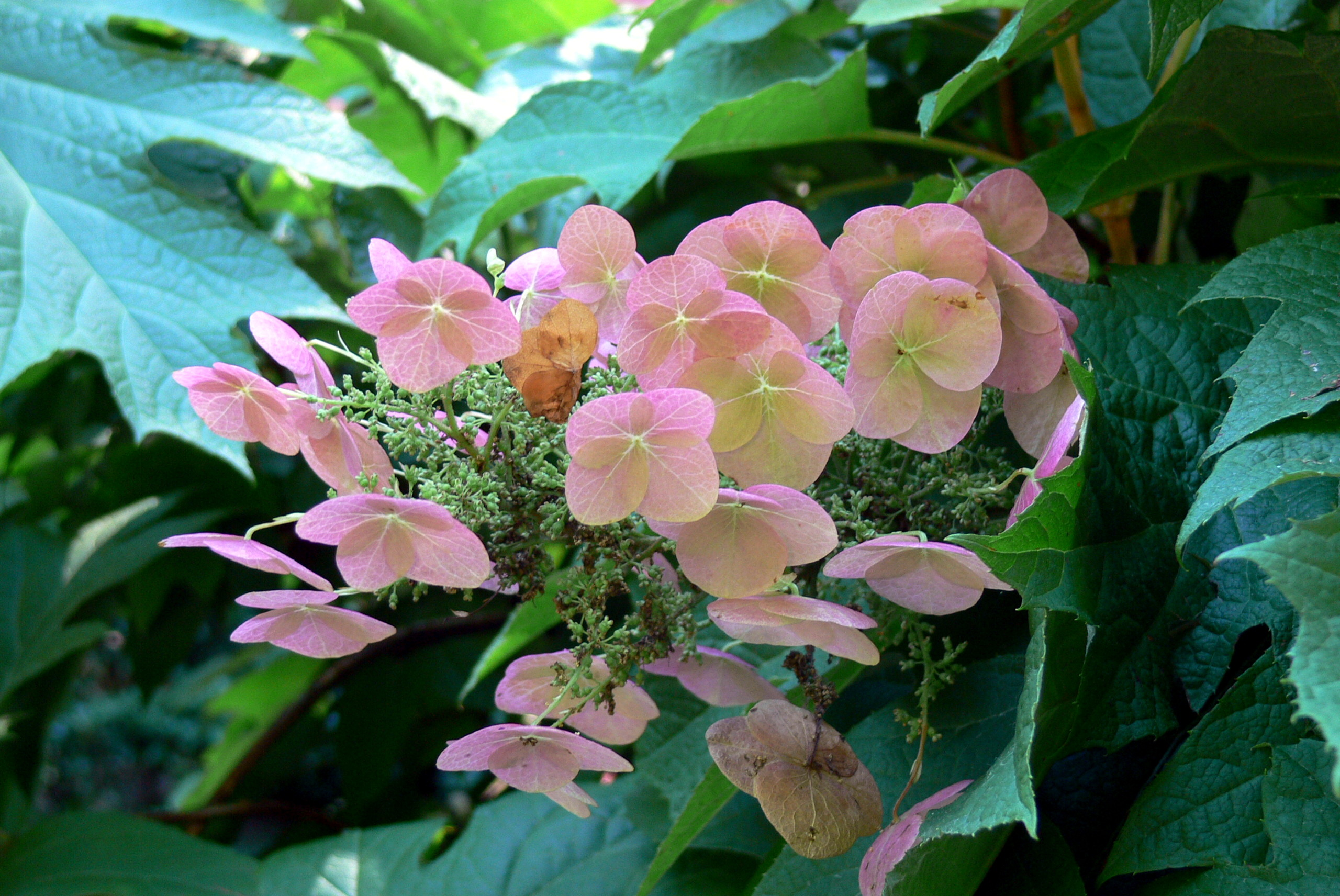

По информации базы данных The Plant List, род включает 52 вида:
- Hydrangea anomala D.Don — Гортензия отклонённая
- Hydrangea arborescens L. — Гортензия древовидная
- Hydrangea aspera D.Don — Гортензия шершавая
- Hydrangea asterolasia Diels
- Hydrangea bretschneideri Dippel — Гортензия Бретшнейдера
- Hydrangea candida Chun
- Hydrangea caudatifolia W.T.Wang & M.X.Nie
- Hydrangea chinensis Maxim. — Гортензия китайская
- Hydrangea chungii Rehder
- Hydrangea cinerea Small — Гортензия пепельная
- Hydrangea coacta C.F. Wei
- Hydrangea coenobialis Chun
- Hydrangea davidii Franch.
- Hydrangea diplostemona (Donn.Sm.) Standl.
- Hydrangea dumicola W.W.Sm.
- Hydrangea gracilis W.T.Wang & M.X.Nie
- Hydrangea heteromalla D.Don — Гортензия почвопокровная
- Hydrangea hirta (Thunb.) Siebold
- Hydrangea hypoglauca Rehder
- Hydrangea integrifolia Hayata
- Hydrangea involucrata Siebold — Гортензия покрывальцевая
- Hydrangea jelskii Szyszył.
- Hydrangea kawakamii Hayata
- Hydrangea kwangsiensis Hu
- Hydrangea kwangtungensis Merr.
- Hydrangea lingii C.Ho
- Hydrangea linkweiensis Chun
- Hydrangea longifolia Hayata
- Hydrangea longipes Franch.
- Hydrangea macrocarpa Hand.-Mazz.
- Hydrangea macrophylla (Thunb.) Ser. — Гортензия крупнолистная
- Hydrangea mangshanensis C.F.Wei
- Hydrangea mathewsii Briq.
- Hydrangea nebulicola Nevling & Gómez Pompa
- Hydrangea paniculata Siebold — Гортензия метельчатая
- Hydrangea peruviana Moric. ex Ser.
- Hydrangea petiolaris Siebold & Zucc. — Гортензия черешковая
- Hydrangea preslii Briq.
- Hydrangea quercifolia W.Bartram — Гортензия дуболистная
- Hydrangea robusta Hook.f. & Thomson
- Hydrangea sargentiana Rehder — Гортензия Саржента, или Гортензия Сарджента
- Hydrangea seemannii L.Riley
- Hydrangea serratifolia (Hook. & Arn.) Phil.f. — Гортензия пильчатолистная
- Hydrangea sikokiana Maxim.
- Hydrangea stenophylla Merr. & Chun
- Hydrangea steyermarkii Standl.
- Hydrangea strigosa Rehder
- Hydrangea stylosa Hook.f. & Thomson
- Hydrangea sungpanensis Hand.-Mazz.
- Hydrangea tarapotensis Briq.
- Hydrangea xanthoneura Diels
- Hydrangea zhewanensis P.S.Hsu & X.P.Zhang

## В культуре
Английский ботаник Джозеф Банкс в 1789 году привёз из Китая гортензию, которая быстро стала популярным декоративным растением. В 1820 году гортензию завезли в Европу из Японии, а с 1900 года началась её селекция. Первые сорта были выведены французскими оригинаторами в основном из малозимостойкой (Hydrangea macrophylla (Thunb.) Ser. f. hortensis (Maxim.) Rehd.). Уже к 60-м годам XX века было выведено около 100 сортов.
Археологические раскопки подтвердили, что этот цветок произрастал многие тысячи лет назад, в таких территориях, как Аляска, Калифорния, Орегон, а также Азия и Китай.
В средней полосе России в открытом грунте выращивают всего несколько видов этого рода: гортензию древовидную (Hydrangea arborescens), гортензию метельчатую (Hydrangea paniculata), гортензию почвопокровную (Hydrangea heteromalla), гортензию Сарджента (Hydrangea sargentiana), гортензию черешковую (Hydrangea petiolaris), гортензию крупнолистную (Hydrangea macrophylla),
Все гортензии светолюбивы и предпочитают открытые освещённые места, но не любят яркое солнце. Могут находиться и в условиях лёгкой полутени. Место посадки должно быть защищено от ветра. Почва предпочтительнее слабо- или среднекислая (рН 5,5); один из составов: листовая, дерновая земля, торф и песок в соотношении 1:1:1:1. На щелочной почве гортензия страдает хлорозом (листья начинают желтеть). Во избежание хлороза один раз в 10 дней осуществляется полив раствором солей, содержащих железо.
Наиболее предпочтительное время посадки — ранняя весна. За две — три недели до посадки готовят яму шириной 50—70 см, глубиной 40—50 см с рыхлым плодородным грунтом в смеси с торфом средней кислотности. Корневая шейка после посадки должна находиться на уровне почвы. Посаженое растение обильно поливают, а приствольный круг мульчируют торфом.
Удобряют слабым раствором марганцовокислого калия, навозной жижей. Из удобрений можно использовать весной и в первой половине лета только физиологически кислые удобрения (сульфат аммония, сульфат калия), а в конце лета и осенью — фосфорно-калийные удобрения (суперфосфат).
Плохо переносят засуху. Почва должна быть постоянно влажной.
Размножают зелёными черенками, которые берут, когда побеги становятся гибкими, и ещё не одревеснели.
До трёх — четырёх лет кусты гортензии не формируют. Взрослые кусты обрезают весной ежегодно.
В качестве горшочного растения размножение сложно. Зимой горшки содержат при температуре не ниже 8 градусов, поливают умеренно. В середине зимы переносят в более теплое светлое помещение и увеличивают полив. Обильно поливают с весны до осени, время от времени опрыскивают. После цветения пересаживают и продолжают поливать. На лето выносят на открытый воздух. Освещение — яркий рассеянный свет. После цветения побеги обрезают на половину длины.